# Peace Upon You, Jerusalem
Peace Upon You, Jerusalem est une œuvre pour chœur a cappella écrite par le compositeur minimaliste estonien Arvo Pärt.

## Historique
Composée en 2002, elle a été créée par l'Estonian Television Girl's Choir sous la direction de Aarne Saluveer.

## Discographie
- Sur le disque de l'American Choral Directors Association, par l'Estonian Television Girl's Choir dirigé par Aarne Saluveer chez ViaMedia, 2003.
- Sur le disque Creator Spiritus, par le Theatre of Voices dirigé par Paul Hillier chez Harmonia Mundi, 2012.